# الحوكلة (العدين)

تعديل مصدري - تعديل

الحوكلة محلة تابعة لقرية ما جديد، التابعة لعزلة الجبلين بمديرية العدين إحدى مديريات محافظة إب في الجمهورية اليمنية.، بلغ تعداد سكانها 114 حسب تعداد اليمن لعام 2004.